# Orde van Manitoba
De Orde van Manitoba (Order of Manitoba) is een in 1999 ingestelde  onderscheiding van de Canadese provincie Manitoba. Ieder jaar worden niet meer dan twaalf inwoners, of voormalige inwoners, onderscheiden voor sociale, economische of culturele bijdrage aan het leven in deze provincie. De orde verving de Orde van de Jacht op de Buffel.
Rechters en politici worden tijdens hun ambtsperiode niet benoemd.

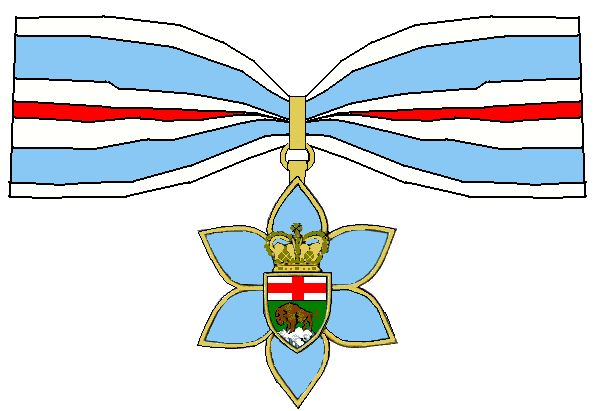
De Orde van Manitoba